# Wolfgang Büttner (Zahnmediziner)
Wolfgang Büttner (* 27. August 1926 in Dresden; † 12. April 1981) war ein deutscher Zahnarzt und Ernährungswissenschaftler, sowie Hochschullehrer an den Universitäten Gießen, Würzburg und Münster.

## Leben und Werk
Wolfgang Büttner beendete seine schulische Ausbildung 1948 in Limburg mit dem Abitur, nachdem er 1944 zum Heeresdienst einberufen worden war und 18 Monate in Kriegsgefangenschaft verbracht hatte. Von 1948 bis 1952 studierte er Zahnmedizin an der Johannes Gutenberg-Universität Mainz und wurde dort 1953 promoviert mit einer Dissertation über Tierexperimentelle Untersuchungen zur Frage der Ernährung und Zahnkaries – die quantitative Mineralanalyse und die Anwendung von radioaktivem Phosphor. Spezielle Kenntnisse erwarb er sich unter Konrad Lang und Hans-Diedrich Cremer in der physiologischen Chemie und Ernährungsphysiologie. Von 1956 bis 1958 sowie 1962 bis 1963 führte er mit Joseph Charles Muhler, einem der Erfinder der Crest Zahncreme (mit Zinn(II)-fluorid), Studien an der Indiana University in Bloomington, Indiana, durch, die von der Firma Procter & Gamble sowie teilweise vom National Institute of Dental Research (NIDR) gefördert wurden.
Unter Cremer arbeitete er ab Januar 1959 als wissenschaftlicher Assistent im Institut für Ernährungswissenschaften der Justus-Liebig-Universität Gießen, wo er sich im Februar 1966 mit einer Arbeit über Aufnahme und Retention von Fluorid bei Mensch und Ratte – ein Vergleich für Ernährungswissenschaft und Zahnheilkunde habilitierte. Im Oktober desselben Jahres wurde er an die Konservierende Abteilung der Universitätsklinik und Poliklinik für Zahn-, Mund- und Kieferkrankheiten (Direktor: Rudolf Naujoks) der Universität Würzburg abgeordnet, wohin er 1967 permanent wechselte und sich 1968 für das Fach Zahn-, Mund- und Kieferheilkunde umhabilitierte. Mit Dietrich Henschler und Naujoks' Ehefrau Jutta Patz arbeitete er dort unter anderem über Kariesprophylaxe durch Fluorid-Einnahme. Zum 1. März 1973 nahm er einen Ruf auf den Lehrstuhl für Zahnerhaltungskunde in Münster an. Zusammen mit einigen Kollegen erarbeitete er 1979 den Bericht Zahnmedizinische Prophylaxe, der in der Schriftenreihe des Wissenschaftlichen Instituts der Ortskrankenkassen (Band 4) veröffentlicht wurde.

## Publikationen (Auswahl)
- 1953 mit H. D. Cremer, G. Dittmann, W. Voelker: Ernährungsfaktoren bei Zahn- und Knochenbildung. II. Der Mineralgehalt der Zähne bei Carieskost. Biochem. Z. 324, S. 83
- 1956 mit H. D. Cremer und Martin Herrmann: Ernährungsfaktoren bei Zahn- und Knochenbildung. V. Kariesdiagnostik an Zahnschliffen bei der Ratte. Dtsch. Zahnärztl. Z. 11, S. 984
- 1957 mit H. D. Cremer und W. Hartung: Ernährungsfaktoren bei Zahn- und Knochenbildung. VI. Kariesreduktion bei der Ratte durch Zusatz von Trockenhefe (Torula utilis). Dtsch. Zahnärztl. Z. 12, S. 541
- 1959 mit H. D. Cremer: Fluoridierung als kariesprophylaktische Maßnahme. Aus einer Arbeitstagung zu Fragen der Fluorprophylaxe. Zahnärztl. Mitteil. 47, S. 517 und 558
- 1962 Wissenschaftliche Grundlagen der Kariesprophylaxe durch Fluor und andere Spurenelemente. Zahnärztl. Mitteil. 52:Nr. 11, S. 552 und Nr. 12, S. 604
- 1963 mit S. Schülke und S. Soyka: Eine einfache Bestimmung kleiner Mengen von Fluor (5 – 30 µg) in Knochen- und Zahnhartgeweben durch Diffusion. Dtsch. Zahnärztl. Z. 18, S. 24
- 1965 mit H. D. Cremer: Das Für und Wider der Trinkwasserfluoridierung zur Kariesprophylaxe in der Weltliteratur. Gutachtliche Stellungnahme. Institut für Ernährungswissenschaft der Justus-Liebig-Universität Gießen. (Gutachten für die hessische Landesregierung)
- 1968 mit H. D. Cremer: Die Trinkwasserfluoridierung als kariesprophylaktische Maßnahme. Gutachtliche Stellungnahme. Herausgegeben vom Innenministerium −Gesundheitsabteilung– des Landes Schleswig-Holstein und der Schleswig-Holsteinischen Landesvereinigung für Gesundheitserziehung und Gesundheitspflege e. V.
- 1969 Aktuelle Fragen zum Fluorstoffwechsel in Zusammenhang mit der Kariesprophylaxe. Zahnärztl. Welt/Rdschau 78, S. 70
- 1970 mit H. D. Cremer: Absorption of fluorides. Kapitel 3, in: P. Adler et al.: Fluorides and human health. WHO Monograph Series, Band 59, S. 75–91, Genf.
- 1979 mit D. Hötzel, W. Ketterl, K. König, T. Marthaler et al.: Zahnmedizinische Prophylaxe. WIdO Schriftenreihe Band 4, Bonn.